# Brüder Grimm-Gesellschaft

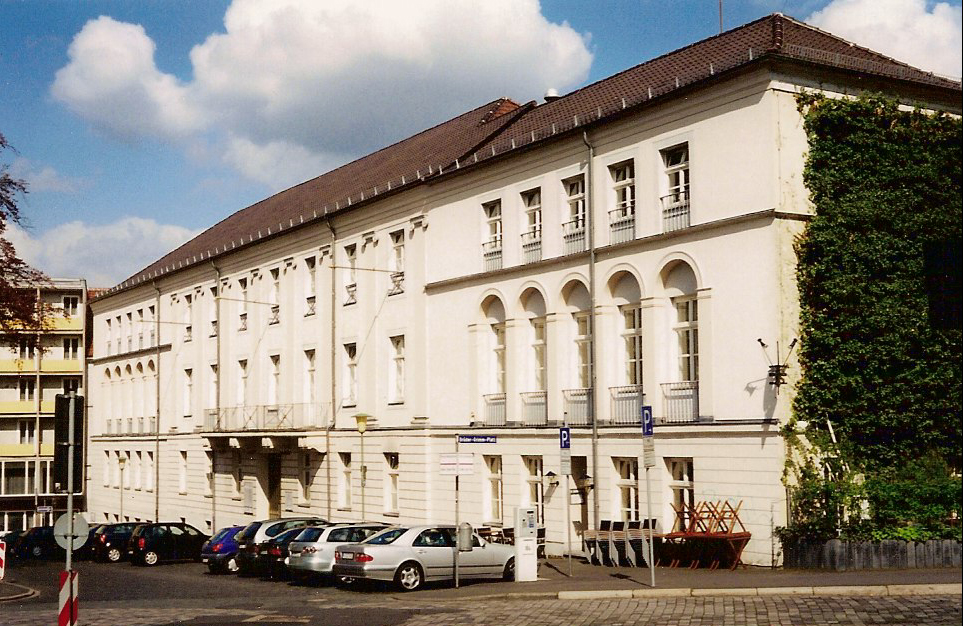
In den Räumen der ehemaligen Arnoldschen Tapetenfabrik hat die Brüder Grimm-Gesellschaft seit 2014 ihren Sitz

Die Brüder Grimm-Gesellschaft (BGG) ist ein zunächst 1897 und dann 1942 erneut gegründeter eingetragener Verein mit Sitz in Kassel. 

## Aufgaben
Die Brüder Grimm-Gesellschaft ist eine „internationale wissenschaftliche Gesellschaft“, die sich die Aufgabe stellt, „im Geiste der Brüder Grimm der Pflege und Förderung deutscher Kultur zu dienen durch Veranstaltungen und Unternehmungen geeigneter Art“. Die Gesellschaft richtete gemeinsam mit der Stadt Kassel 1959 das Brüder Grimm-Museum Kassel ein, das eine bedeutende Sammlung enthielt, 2014 aber von der Stadt Kassel geschlossen wurde.
Seit 1990 ist die BGG auch als Verlag tätig; Verlagsleiter ist der Geschäftsführer Bernhard Lauer. Der Verlag hat bisher über 100 Publikationen herausgebracht.

## Geschichte und Vorgeschichte

### Erste Kasseler Grimm-Gesellschaft

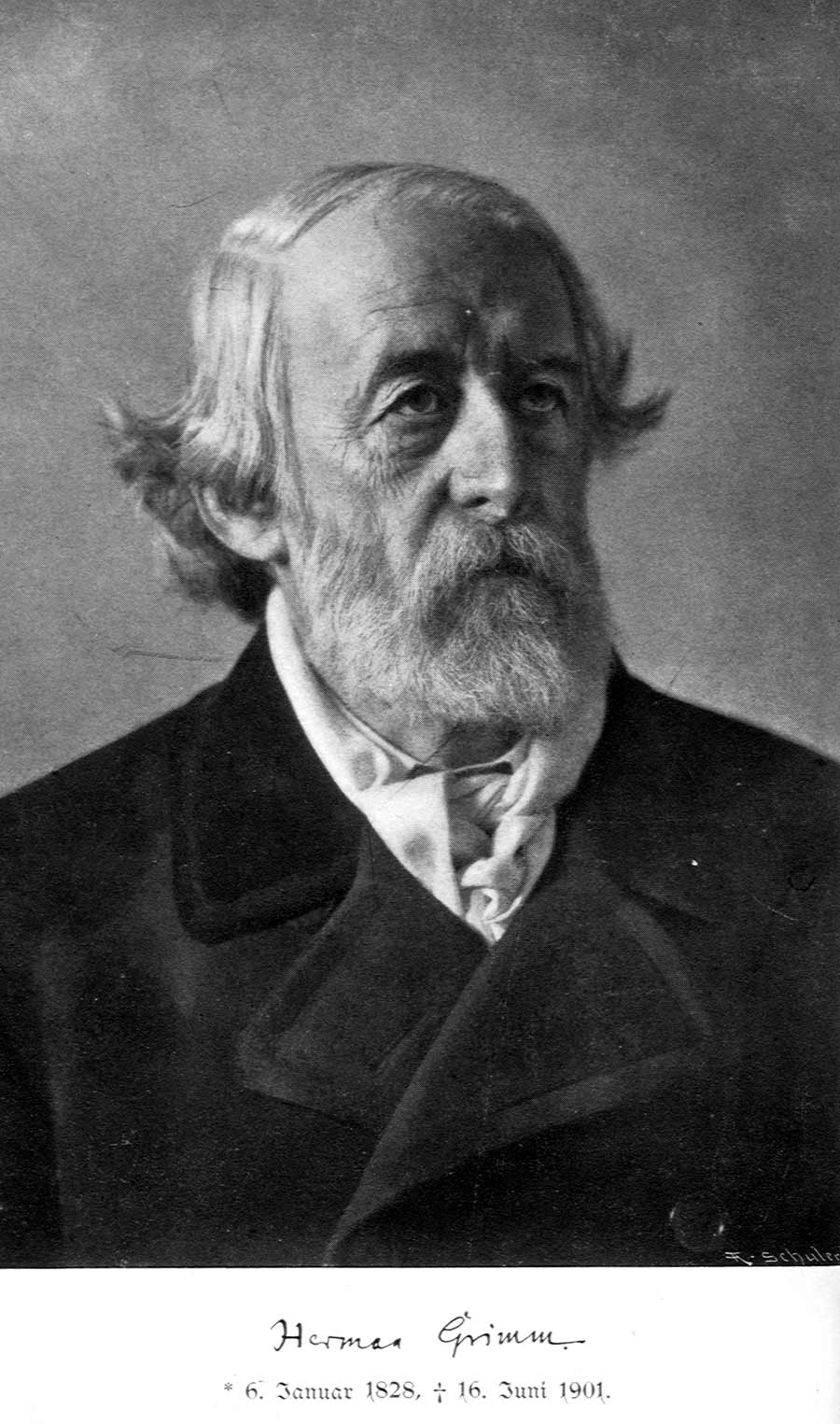
Wilhelm Grimms Sohn Herman Grimm, Mitinitiator der ersten Grimm-Gesellschaft

Zur Zeit der hundertsten Geburtstage der Brüder Grimm 1885 und 1886 kam es zu zahlreichen Jubiläumsaktivitäten. Dabei spielte neben den traditionellen wissenschaftlichen und literarischen Interessen an den Brüdern Grimm ein starker nationalpolitischer Impuls eine Rolle, da man die Brüder Grimm in der Führungsschicht des deutschen Kaiserreichs als Vorkämpfer des 1870/71 entstandenen Einheitsstaates verstand. Ein bleibendes Ergebnis dieser Jubiläumsaktivitäten war die Errichtung des Nationaldenkmals der Brüder Grimm vor dem Neustädter Rathaus in Hanau.
Auch in Kassel hatte es Bestrebungen für ein Grimm-Denkmal gegeben, jedoch war ihnen kein Erfolg beschieden. Bibliothekare der Landesbibliothek Kassel, mit dem Direktor Edward Lohmeyer (1847–1927) an der Spitze, ergriffen deshalb die Initiative, für Kassel einen anderen Akzent zu setzen und im Anschluss an bereits vorhandene Grimm-Bestände eine „Kasseler Grimm-Sammlung“ aus Briefen, Manuskripten, Originalausgaben, Bildern usw. aufzubauen, die sie als möglichen Grundstock eines künftigen Grimm-Museums in der Landesbibliothek ansahen. Die Landesbibliothek im Museum Fridericianum war seit 1814 bzw. 1815 bis 1829 Arbeitsstätte der Brüder Grimm gewesen; vieles in Beständen, Katalogen und Einrichtung des Hauses erinnerte noch an sie.
1896 gründeten die Kasseler Bibliothekare einen Ausschuss zur Förderung der Kasseler Grimm-Sammlung. Zur Mitarbeit gewannen sie auch Wilhelm Grimms Sohn Herman Grimm. Nachdem ein Ende 1896 veröffentlichter Aufruf zur Förderung und zum Ausbau der Kasseler Grimmsammlung großen Erfolg hatte, entschloss sich der besagte Ausschuss Anfang 1897 zur Gründung der „Kasseler Grimm-Gesellschaft“. Zu deren Zielen hieß es in der Satzung: „§ 1. Die Kasseler Grimm-Gesellschaft stellt sich die Aufgabe, das Andenken an die Brüder Grimm in einer ihrer hohen Bedeutung entsprechenden Weise zu ehren. § 2. Dies Ziel sucht die Gesellschaft insbesondere zu erreichen 1. durch die Sammlung, die, im Anschluss an den auf der Landesbibliothek in Kassel vorhandenen Grundstock, Erinnerungen aller Art an die Brüder, an ihren Verwandten- und an ihren Freundeskreis vereinigt und in das Eigentum der genannten Anstalt übergeht, soweit nicht anderweite Rechte vorbehalten sind, 2. durch Veranstaltung von Vorträgen, 3. durch Unterstützung und Herausgabe von wissenschaftlichen Arbeiten, welche die Grimm-Literatur zu bereichern und zu vertiefen geeignet sind, 4. durch Verbreitung der Schriften der Brüder, 5. durch Ansammlung von Geldmitteln, die dazu dienen sollen, ein Grimmdenkmal in Kassel zu errichten.“
Der Gesellschaft gelang es, insgesamt mehrere hundert Dokumente in der Kasseler Grimm-Sammlung zusammenzutragen. Zu ihnen gehörten auch Handexemplare der Brüder Grimm von ihrer Märchensammlung mit zahlreichen Notizen. Die Tätigkeit der Gesellschaft kam durch Alter und Tod der wenigen tätigen Mitglieder ungefähr 1910 bereits wieder zum Erliegen; am 8. Juni 1920 wurde die Gesellschaft bei einem Stand von noch 17 Mitgliedern aufgelöst. Die Sammlung blieb satzungsgemäß im Eigentum der Landesbibliothek, die mit ihr in ihren Gebäuden eine kleine Grimm-Ausstellung einrichtete. Der Landesbibliothek wurde auch der gesamte übrige Besitz der Gesellschaft einschließlich ihres Geldvermögens (277,33 Mark) als Eigentum übertragen.

### Gründung der Brüder Grimm-Gesellschaft e. V. 1942

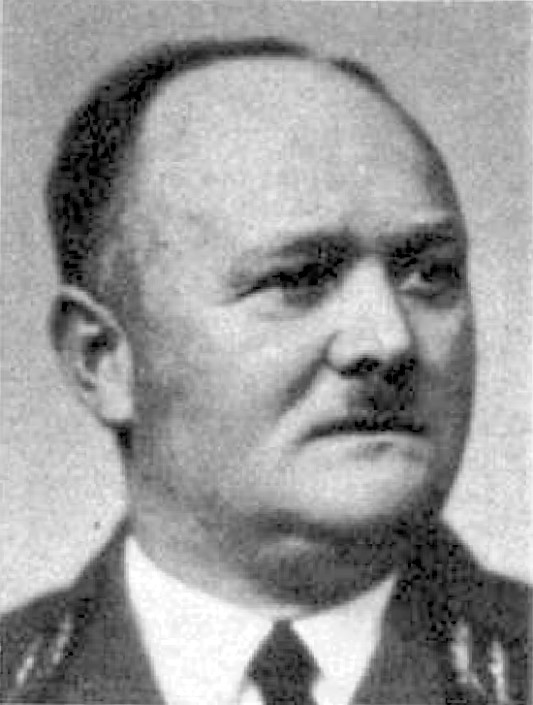
Gauleiter Karl Weinrich, Mitgründer der Brüder Grimm-Gesellschaft 1942

Die Brüder Grimm-Gesellschaft e. V. wurde als Nachfolgerin der älteren Grimm-Gesellschaft von 1897 am 13. April 1942 in Kassel zum zweiten Mal gegründet. Dies geschah mit maßgeblicher Unterstützung des Oberpräsidenten der Provinz Hessen-Nassau, Philipp von Hessen. Die Idee ging auf den Inhaber des Bärenreiter-Verlags, Karl Vötterle, zurück, der eine bedeutende Grimm-Sammlung besaß. Hessische Politiker der damaligen Zeit griffen die Idee auf und machten sie sich zu eigen. Vorstand der ersten Stunde waren der Stellvertreter des NSDAP-Gauleiters Kurhessen Max Solbrig als Vorsitzender und der Landesleiter der Reichsschrifttumskammer des Gaus Kurhessen Karl Kaltwasser als Geschäftsführer sowie auf weiteren Ämtern Rudolf Fleischer und Karl Vötterle. In einem Prospekt aus der Gründungszeit heißt es zu den Zielen und zur Arbeitsweise: 
„Die Brüder Grimm-Gesellschaft ist ein am 13. April 1942 durch Gauleiter und Preuß. Staatsrat Karl Weinrich gegründeter und in das Vereinsregister eingetragener Verein mit dem Sitz in Kassel. Der Gauleiter des Gaues Kurhessen ist ihr Schirmherr. Die Gesellschaft stellt sich die Aufgabe, im Geiste der Brüder Grimm der Pflege und Förderung deutscher Kultur zu dienen. [...] Es ist ihr Ziel, in unserem Volk das Bewußtsein seiner selbst zu stärken, zu bereichern und zu vertiefen. Die Brüder Grimm-Gesellschaft will der deutschen Kultur, wie sie in Wissenschaft, Dichtung, Kunst und Volkstum je Gestalt gewonnen hat und immer neu gewinnt, in Hessen eine lebendige Pflegestätte schaffen. [...] Die Veranstaltungen und Veröffentlichungen der Gesellschaft werden über die Grenzen der Heimat hinaus in dem stets auf die Ganzheit des höheren völkischen Lebens gerichteten Geist der Brüder Grimm einer umfassenden Wissenschaft vom deutschen Volke zu dienen suchen. Nie das Ziel wahrer Volkstümlichkeit aus dem Auge lassend, wird die Brüder Grimm-Gesellschaft dem überkommenen Kulturgut in Ehrfurcht vor dem Erbe der Ahnen ihre Arbeit widmen, nicht allein zur Erhaltung des Bedrohten, sondern vor allem zur Fruchtbarmachung des noch immer Lebendigen. In tätiger Treue zur Vergangenheit gilt gerade hier ihr Dienst unserer Gegenwart.“ 
Als Projekte der BGG wurden benannt: Vorträge, Vortragsreihen, Arbeitsgemeinschaften, Lesungen, Ausstellungen, Tagungen, Editionen der Werke und des Briefwechsels der Brüder Grimm, eines Jahrbuchs, einer Zeitschrift usw. Als Mitglieder der Gesellschaft waren „Deutsche Volksgenossen“, Körperschaften des öffentlichen Rechts und Wirtschaftsunternehmen zugelassen. Als Folge des Zweiten Weltkriegs und während der immer weiter fortschreitenden Zerstörung der Stadt Kassel durch Bombardierung konnte die Gesellschaft bis 1945 faktisch nichts von ihren gesteckten Zielen erfüllen.

### Nachkriegszeit

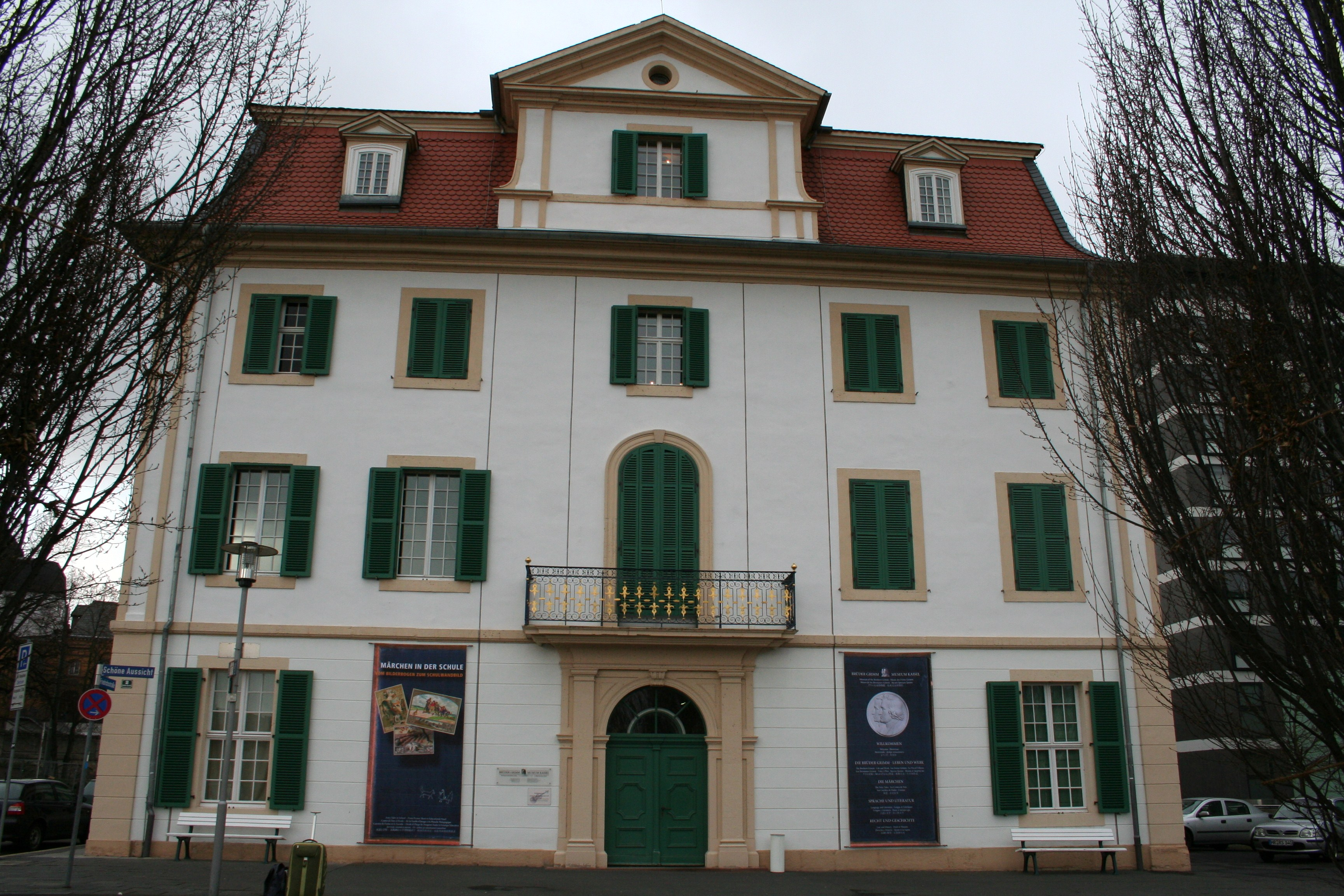
Das historische Palais Bellevue beherbergte bis 2014 das Brüder Grimm-Museum

Auch aus den ersten Nachkriegsjahren ist nicht viel über Aktivitäten der Grimm-Gesellschaft bekannt. Die kontinuierliche Fortführung einer 1942 gegründeten literarischen Gesellschaft ist allerdings an sich bemerkenswert. Die Beharrlichkeit in der Fortführung der Gesellschaft kam in erster Linie durch Karl Vötterle zustande, dem sachkundigen eigentlichen Inspirator der Gesellschaft, der nach dem Zweiten Weltkrieg Max Solbrig als Vorsitzenden ersetzte. Ihm standen Wilhelm Praesent und Karl Kaltwasser, der nach 1945 als Kasseler Stadtverordneter der FDP kulturpolitisch aktiv war, als weitere Vorstandsmitglieder zur Seite, auf die um 1970 Dieter Hennig und Karl Fritz Heise folgten.
Die Brüder Grimm-Gesellschaft hatte wie die Verwaltung des Brüder Grimm-Museums Büroräume zunächst in der Murhardschen Bibliothek, dann in einem Nebengebäude des Palais Bellevue. Seit 2014 befindet sich der Sitz der Gesellschaft am Brüder Grimm-Platz.

## Die BGG in der Gegenwart
Die heutige BGG steht in der Tradition der alten 1897 gegründeten Kasseler Grimm-Gesellschaft (Stichwort: 100 Jahre Brüder Grimm-Gesellschaft e. V. 1997). Die BGG beteiligt sich an der weltweiten Brüder Grimm-Forschung. Schwerpunkte ihrer Arbeit sind Ausstellungen und die Herausgabe von Publikationen. Neben der Herausgabe des Jahrbuchs der Brüder Grimm-Gesellschaft (es erschienen Jahrgänge von 1991 bis 2008, davon 2001–2002, 2003–2004, 2005–2006, 2007–2008, 2009–2010 jeweils als Doppelbände) wurde seit Ende der neunziger Jahre die „Kasseler Ausgabe“ von Werken und Briefwechseln der Brüder Grimm zum wissenschaftlichen Hauptprojekt der BGG (drei Bände seit 1998). Außerdem erscheinen die Reihen Schriften der Brüder Grimm-Gesellschaft (acht Bände seit 1990) und Quellen zur Brüder Grimm-Forschung. Seit 2006 wird ein Brüder Grimm-Journal (13 Hefte bis 2023) veröffentlicht.

## Mitglieder, Vorstand, Wissenschaftlicher Rat
Die BGG hat derzeit (Stand: Juni 2018) 254 Mitglieder.

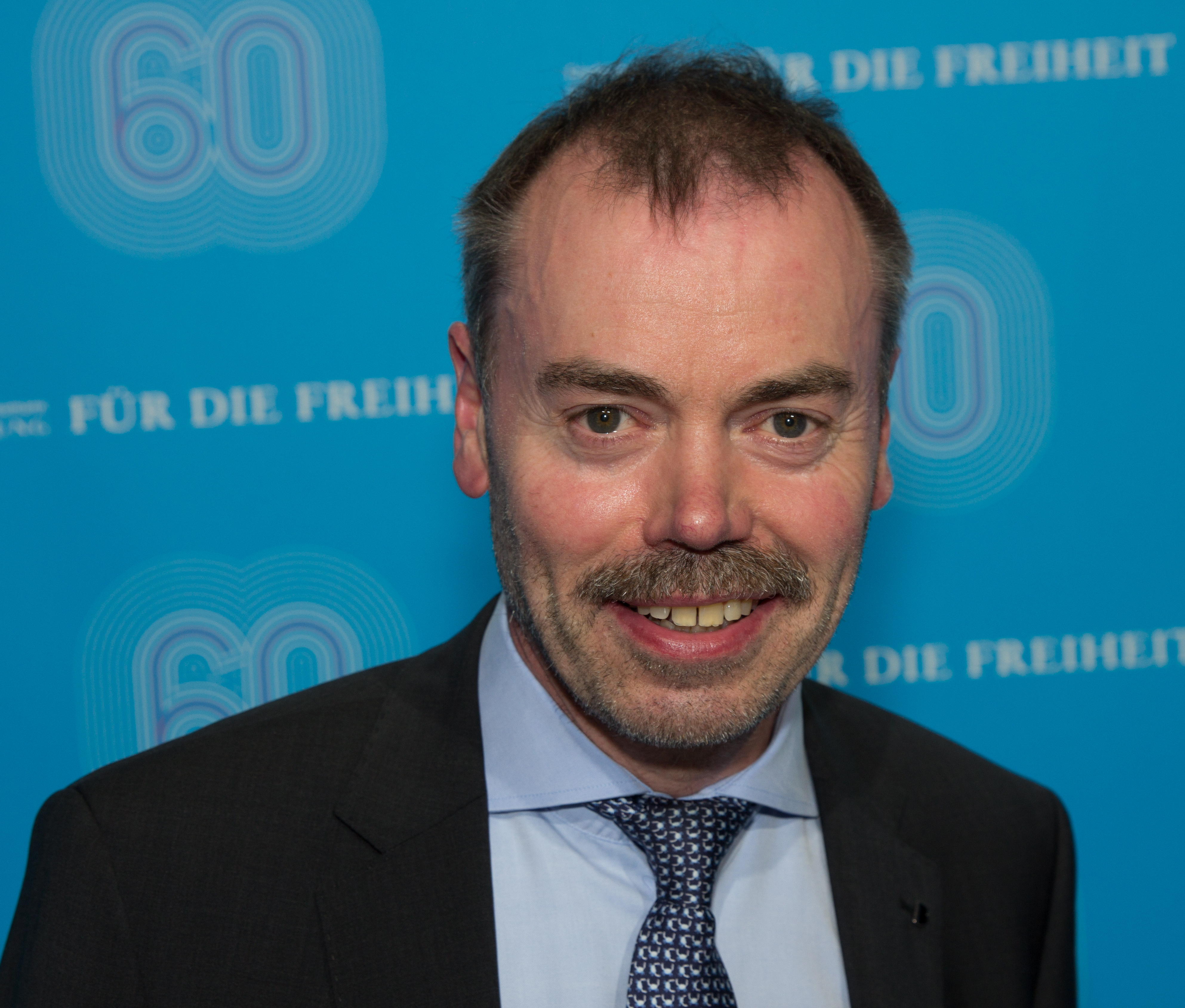
Ewald Grothe, Vorsitzender der BGG seit 2017

Vorsitzender der BGG ist seit Oktober 2017 der Wuppertaler Historiker Ewald Grothe. Sein Vorgänger war von 2008 bis 2017 der Kasseler Politiker Werner Neusel. Von 2006 bis 2008 hatte der Bauunternehmer Klaus Dieter Staubach den Posten inne; davor der Kasseler Politiker Wolfgang Windfuhr (1997–2006) und der Marburger Slawistikprofessor Hans-Bernd Harder (1984–1996). Geschäftsführer ist seit August 1989 Bernhard Lauer (Kassel), der bis 2014 das Brüder Grimm-Museum leitete. Die übrigen Vorstandsmitglieder sind Schatzmeister Marco Benderoth (Lohfelden), Pressesprecher Daniel Stein (Kassel) und Wirtschaftssachverständiger Ewald Griesel (Ahnatal).
Der Wissenschaftliche Rat der BGG besteht aus den folgenden Mitgliedern: Wilhelm Bleek (Bochum/Toronto), Lothar Bluhm (Koblenz-Landau), Eckehart Blume (Kassel), Maria Teresa Cortez (Coimbra/Aveiro), Rotraut Fischer (Darmstadt), Ewald Grothe (Wuppertal), Wilhelm Heizmann (München), Heidrun Helwig (Gießen), Ulrich Hussong (Marburg), Katinka Netzer (Bochum), Yoshiko Noguchi (Osaka), Eckehard Schmidberger (Kassel), Volker Schupp (Freiburg), Ulrich Sieg (Marburg), Marec Béla Steffens (Bayreuth/Buxtehude), Daniel Stein (Kassel), Hans-Jörg Uther (Göttingen), Harm-Peer Zimmermann (Zürich) und Margrit Verena Zinggeler (St. Louis).